# Mosenberg bei Homberg
Das Naturschutzgebiet  Mosenberg bei Homberg  liegt auf dem Gebiet der Stadt Homberg (Efze) im Schwalm-Eder-Kreis in Nordhessen.

## Geschichte und Geographie
Das aus zwei Teilflächen bestehende etwa 64,6 ha große Gebiet wurde im Jahr 1986 unter der Kennung 1634015 unter Naturschutz gestellt. Es ist flächenidentisch mit dem FFH-Gebiet 4922-301 „Mosenberg bei Homberg“ und erstreckt sich nordöstlich der Kernstadt Homberg/Efze und südwestlich des Homberger Stadtteils Hombergshausen. Am südöstlichen Rand des Gebietes verläuft die Landesstraße L 3224 und am südlichen Rand fließt der Klingelbach, ein rechter Zufluss der Efze. Am östlichen Rand erhebt sich der 437,5 m hohe Mosenberg, nordöstlich liegt der Flugplatz Mosenberg.

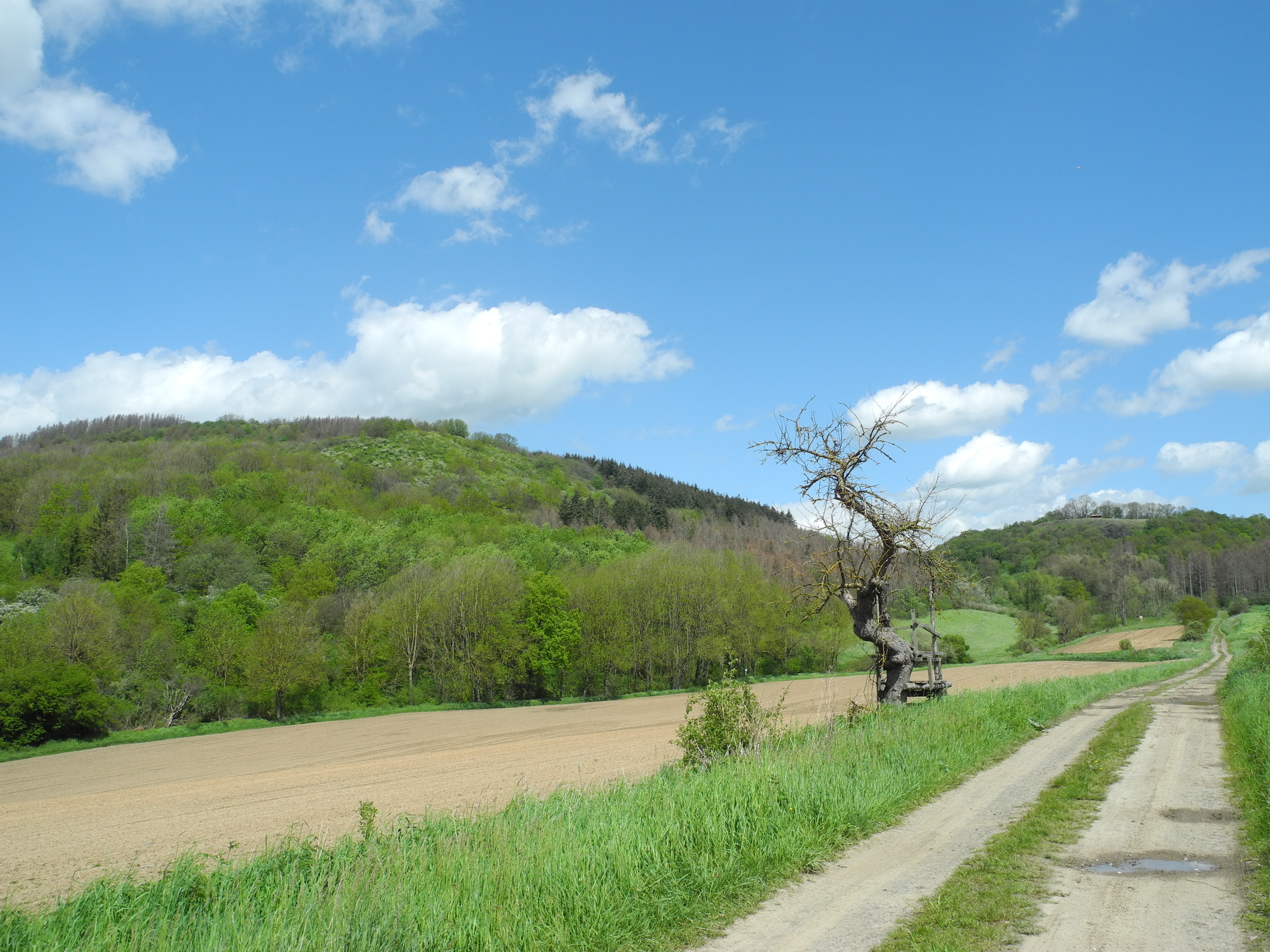
Naturschutzgebiet Mosenberg bei Homberg (Mai 2021)

## Charakteristik
Das Gebiet am Südwest- und Westhang des Mosenbergs umfasst einen Komplex aus teilweise verbuschten Magerrasenbereichen, Extensivgrünland und Feldgehölzen mit eingestreuten kleinen Laubwaldbeständen. Es sind Relikte der Niederwald- und Waldweidewirtschaft sowie ein großflächiges Mosaik aus verbuschten und offenen Grünlandbereichen. Der Wald im Basaltschutthangbereich der Sauerburg ist ein lichter, arten- und totholzreicher Eichen-Hainbuchen-Wald mit hohem Anteil an Edellaubbäumen.

## Erhaltungsziele
Erhaltungsziele sind:
- Erhaltung und Entwicklung der Magerrasen am Süd- und Westhang des Mosenberges durch geeignete Schafbeweidung bzw. Mähweide und durch weitere Einzelmaßnahmen (z. B. Heudruschansaat);
- Erhalt der aus Waldweide und Niederwaldwirtschaft hervorgegangenen artenreichen Eichen-Hainbuchenwälder auf Basaltschutt am Süd- und Südosthang der Sauerburg;
- Erhalt der Brut- und Nahrungshabitate für Neuntöter (Brutvogel), Schwarzspecht und Wanderfalke (regelmäßige Nahrungsgäste).